# STH-Suppressionstest
Der STH-Suppressionstest dient dem Nachweis einer gestörten Somatotropin-Regulation bei der Diagnostik oder der Verlaufskontrolle der Akromegalie.

## Testprinzip
Die zugeführte Glukose erhöht die Blutglukosekonzentration. Unter physiologischen Bedingungen führt dieser Anstieg zu einer Suppression der hypophysären STH-Sekretion. Der STH-Spiegel im Blut sinkt. Bei Patienten mit Akromegalie ist dieser Gegenregulationsmechanismus aufgehoben. Der STH-Spiegel bleibt hoch.

## Vorgehen
Der Test wird morgens zwischen 8:00 und 9:00 Uhr am nüchternen Patienten durchgeführt.
- Blutentnahme zur Glukose- und STH-Bestimmung (Kapillar- oder venöses Blut)
- Anschließend orale Gabe von 100 g Glukose, die in ca. 400 ml Wasser gelöst wurde. Die Flüssigkeit muss innerhalb von 5 Minuten getrunken werden.
- Blutentnahme zur Glukose- und STH-Bestimmung nach 60, 90 und 120 Minuten

## Bewertung
Beim Gesunden sinkt der STH-Spiegel nach Glukosebelastung auf unter 2 ng/ml. Bei Akromegalie-Patienten kommt es bestenfalls zu einem leichten Abfall, der einen Grenzwert von 5 ng/ml nicht unterschreitet.
Cave: Der STH-Suppressionstest allein weist eine Akromegalie nicht sicher nach. Eine fehlende STH-Suppression kommt auch bei anderen Grunderkrankungen vor (z. B. Morbus Wilson, Niereninsuffizienz, akute intermittierende Porphyrie).